# Kanton Dornes
Der Kanton Dornes war bis 2015 ein französischer Wahlkreis im Arrondissement Nevers, im Département Nièvre und in der Region Burgund; sein Hauptort war Dornes, Vertreter im Generalrat des Départements war zuletzt von 1994 bis 2015, wiedergewählt 2008, Guy Hourcabie. 
Der neun Gemeinden umfassende Kanton war 267,58 km² groß und hatte 4.379 Einwohner (Stand: 2012). 

## Gemeinden
| Gemeinde             | Einwohner Jahr | Fläche km² | Bevölkerungsdichte | Code INSEE | Postleitzahl |
| -------------------- | -------------- | ---------- | ------------------ | ---------- | ------------ |
| Cossaye              | 777 (2013)     | –          | – Einw./km²        | 58087      | 58300        |
| Dornes               | 1.380 (2013)   | –          | – Einw./km²        | 58104      | 58390        |
| Lamenay-sur-Loire    | 55 (2013)      | –          | – Einw./km²        | 58137      | 58300        |
| Lucenay-lès-Aix      | 1.005 (2013)   | –          | – Einw./km²        | 58146      | 58380        |
| Neuville-lès-Decize  | 256 (2013)     | –          | – Einw./km²        | 58192      | 58300        |
| Saint-Parize-en-Viry | 182 (2013)     | –          | – Einw./km²        | 58259      | 58300        |
| Toury-Lurcy          | 422 (2013)     | –          | – Einw./km²        | 58293      | 58300        |
| Toury-sur-Jour       | 123 (2013)     | –          | – Einw./km²        | 58294      | 58240        |
| Tresnay              | 188 (2013)     | –          | – Einw./km²        | 58296      | 58240        |

## Bevölkerungsentwicklung
| 1962 | 1968 | 1975 | 1982 | 1990 | 1999 | 2006 |
| ---- | ---- | ---- | ---- | ---- | ---- | ---- |
| 5334 | 5625 | 5137 | 4792 | 4611 | 4234 | 4300 |